# Хризостом (Цитер)
Митрополи́т Хризосто́м (греч. Μητροπολίτης Χρυσόστομος, в миру Иракли́с Ци́тер, греч. Ηρακλής Τσίτερ; 1 ноября 1903, Триглия, Вифиния — 2 апреля 1995, Вена, Австрия) — архиерей Константинопольской православной церкви; с 1955 по 1991 годы — управляющий Австрийской митрополией.

## Биография
Родился 1 ноября 1903 года в городке Триглия в Вифинии, близ Смирны в Малой Азии. Приходился племянником митрополиту Смирнскому Хризостому (Калафатису).
Окончил Халкинскую богословскую школу, затем богословский факультет Афинского университета, где в 1924 году защитил докторскую диссертацию. В 1925—1936 годы преподавал в Афинах.
В 1936 году переехал в Вену (Австрия).
23 апреля 1936 года рукоположён в сан иерея.
6 ноября 1955 года в Свято-Троицкой церкви в Вене рукоположен в сан епископа Фермского, викария Фиатирской архиепископии для окормления приходов на территории Австрии с пребыванием в Вене. Хиротонию совершили: Архиепископ Фиатирский и Великобританский Афинагор (Каввадас), митрополит Филиппский Хризостом (Хадзиставру), митрополит Аттикский Иаков (Ваванацос) (Элладская православная церковь), епископ Регийский Мелетий (Карабинис) и епископ Мелитский Иаков (Кукузис).
17 февраля 1963 года Священный Синод Константинопольского Патриархата образовал Австрийскую митрополию, а 22 октября того же года епископ Хризостом избран митрополитом Австрийским, ипертимом и экзархом Италии, Швейцария и Венгрии.
Усилиями Митрополита Хризостома Австрийская митрополия была зарегистрирована правительством Австрии как публичная корпорация с опубликованием Федерального закона № 229 от 23 июня 1967 года.
С июня 1968 по ноябрь 1969 года был патриаршим эпитропом (временным управляющим) Германской митрополией.
5 ноября 1991 года ушёл на покой по болезни.
Скончался 2 апреля 1995 года в Вене.

## Сочинения
- Τρεις Μεγάλοι Διδάσκαλοι Του Γένους, Αναστάσιος Γόρδιος, Χρύσανθος Αιτωλός, Φραγκίσκος Κόκκος, 1934
- Το αρχείον του εθνομάρτυρος Σμύρνης Χρυσοστόμου, Μορφωτικό Ίδρυμα Εθνικής Τραπέζης [επιμέλεια], 2000